# 丹羽真咋
丹羽 真咋（にわ の まくい、生没年不詳）は、奈良時代の官人。氏は爾波とも記される。姓は臣。官位は外従五位下・主殿大属。

## 出自
丹羽臣は尾張国丹羽郡の豪族で、丹羽郡丹羽郷（現在の愛知県一宮市丹羽）にあったとされる邇波県の地に勢力を伸ばした邇波県君の後裔である。丹羽郡には式内尓波神社が存在している。
『古事記』によると、丹羽臣の先祖は伊勢の船木直、尾張の島田臣同様、神武天皇皇子神八井耳命という。これは島田臣が成務天皇以後、尾張国に進出したとする『新撰姓氏録』「右京皇別」の伝承との関連付けが考えられる。
『先代旧事本紀』「天孫本紀」には、「十二世孫建稲種命(たけいなだねのみこと)。この命は、邇波県君（にわのあがたのきみ）の祖・大荒田（おおあらた）の娘の玉姫(たまひめ)を妻となし、二男四女をお生みになった」とあり、『阿蘇家略系譜』では太荒男（太荒田の誤記）命の尻付に、「是県連、県主前利連、島田臣、伊勢船木直、丹波臣等祖也」とある。

## 経歴
聖武朝の天平9年（737年）頃の写経司文書にその名前が現れている。同17年（745年）4月の主殿寮解に大属・従六位下として署名している。
天平21年（749年）に陸奥国小田郡で黄金が発見され、貢進された。このことを記念して、同年4月に天平21年は天平感宝元年と改元され、これにともない、正六位上から外従五位下に昇叙している。

## 官歴
『続日本紀』による
- 天平17年（745年）4月：見主殿大属・従六位下（『大日本古文書』による）
- 時期不詳：正六位下
- 天平感宝元年（749年）4月18日：外従五位下